# Acer metcalfii
Acer metcalfii — вид квіткових рослин з родини сапіндових (Sapindaceae). Згідно з Catalogue of Life таксон є синонімом до Acer sikkimense subsp. metcalfii.

## Опис
Дерева до 10 метрів заввишки. Кора гладка. Гілочки стрункі. Листя опадне: ніжка 2–3(5) см, гола; листкова пластинка адаксіально (верх) темно-зелена, 10–14 × 7–11 см, обидві поверхні голі, 3-лопатева; середня і бічні частки трикутно-яйцеподібні, край грубопилчатий з тупими зубцями, за винятком цілого загострення, верхівка загострена. Супліддя гроноподібне, 15-квіткове. Плодів 6–9, коричнювато-жовті; горішки ≈ 8 × 6 мм; крило з горішком 22–25 × ≈ 8 мм, крила тупо розпростерті. Період плодоношення: вересень.

## Поширення
Вид є ендеміком південно-східного й південно-центрального Китаю: пн. Гуандун, пн.-сх. Гуансі, пд.-сх. Гуйчжоу, пд. Хунань.
Населяє змішані ліси, узбережжя річок; на висотах 800–1500 метрів.